# Сарасваті (річка)
Річка Сарасваті (санскр. सरस्वती नदी sárasvatī nadī IAST) — річка, яка згадується в «Рігведі» та інших індуїстських текстах.

## Історія
У рігведичному гімні «Надістуті» (10.75) йдеться, що Сарасваті розташована між річкою Ямуна на сході і річкою Сатледж на заході. У пізніших ведичних текстах «Тандем-брахмані» і «Джайміні-брагмана» а також у «Магабгараті» стверджується, що Сарасваті пересохла. Спочатку богиня Сарасваті була персоніфікованої формою цієї річки, але пізніше розвинула незалежну від неї ідентичність і роль. Більшість вчених сходяться на тому, що ведична річка Сарасваті можливо є сучасною сезонної річкою Гхаггар-Хакра (Гхаггар), інша версія пов'язує її з річкою Гільменд. Чи дійсно одна з цих річок була легендарною Сарасваті та чи назва була перенесена залишається спірним питанням.
Зараз існує невелика річка Сарасваті у Бенгалії.

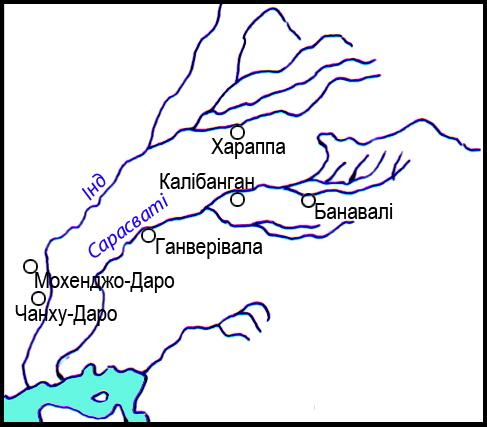
Ймовірна течія річки Сарасваті харапської доби

У багатьох гімнах всіх десяти мандал «Рігведи» (за винятком четвертої) прославляється або згадується могутня річка Сарасваті, яка протікає «від гір до Індійського океану». Сарасваті згадується набагато частіше, ніж Інд і відіграє настільки важливу роль в «Рігведі», що їй поклоняються як одній з трьох великих богинь.
Згідно з вченими, які займаються вивченням навколишнього середовища в доісторичні часи, річка Сарасваті висохла після того, як принаймні дві з її приток, Сатледж і Ямуна, змінили своє русло. «Ланцюг тектонічних зсувів відвів русло Сатлуджа на захід (до Інду), а Ямуну на схід (в Ганг) … цим пояснюється зникнення такої могутньої річки як Сарасваті». Процес завершився близько 1750 року до н. е., але почався він набагато раніше, можливо зі зміщення пластів і величезної повені в період між 1900 і 2100 роками до н. е. П. Х. Франкфорт, використовуючи зображення, отримані з французького супутника SPOT виявив, що величезна річка Сарасваті існувала в дохарапський період і почала висихати в середині IV тисячоліття до н. е. Під час харапського періоду складна мережа іригаційних каналів використовувалася тільки в південній частині долини річки Інд.

## Роль Сарасваті в датуванні «Рігведи»
Базуючись на даних дослідження річки Сарасваті, датою складання «Рігведи» можна вважати початок IV тисячоліття до н. е. Однак у 10-ій мандалі «Рігведи», подається список назв річок, у якому Сарасваті просто згадується, а величається в основному Інд. Це можна пояснити тим, що гімн з останньої, 10-й мандали «Рігведи», можливо, датується періодом, коли Сарасваті вже висихала і втратила свою перевагу. Більшість вчених сходяться на тому, що 10-а мандала «Рігведи» є найдавнішою з усіх мандал.
Уздовж русла Сарасваті було виявлено 414 археологічних місць, тоді як в долині річки Інд — тільки близько сорока. Близько 80 % виявлених місць розкопок датуються IV або III тисячоліттям до н. е., з чого можна припустити, що культура в долині річки Сарасваті в цей час перебувала в періоді свого розквіту.